# Ottavio Ferraretto
(dall'ultima lettera ai familiari di Ottavio Ferraretto)
Ottavio Ferraretto (Genova, 6 ottobre 1906 – Cherasco, 21 ottobre 1944) è stato un antifascista italiano, dirigente dell'Azione Cattolica, fucilato per rappresaglia dai nazisti.

## Biografia
Nacque il 6 ottobre 1906 a Genova, ma la famiglia si trasferì, quando era ancora un bambino, a Rapallo, in provincia di Genova. Nella cittadina ligure studiò presso le scuole dei Padri Somaschi e le scuole tecniche.
Impiegatosi in banca, presto abbandonò quel lavoro per proseguire l'attività di famiglia di agente rappresentante della Società i Molini di Genova, specializzata nella produzione di farine.
Nel 1931 si sposò con Flora Alessandri e dal matrimonio nacquero due figli: Augusto e Marisa.
La sua vita si caratterizzò per la fervente fede religiosa e l'impegno nel circolo rapallese della Società San Filippo Neri, della quale divenne presidente.
Nel periodo successivo alla "marcia su Roma" e la costituzione del regime fascista, propagandò continuamente le proprie idee antifasciste e il 26 luglio 1943 a Rapallo guidò per le strade della cittadina un corteo per festeggiare la caduta di Mussolini.
Dopo l'8 settembre, ricercato dai fascisti, si rifugiò a Cherasco (Cn), paese dove i Padri Somaschi con i quali era sempre in relazione, avevano un collegio.
Catturato insieme ad altri ostaggi nella notte tra il 3 e il 4 ottobre del 1944, quando i partigiani fecero saltare il ponte sul fiume Stura che collegava Cherasco e Bra, fu fucilato per rappresaglia da un plotone di soldati nazisti comandati dal colonnello Neufellner, il 21 ottobre 1944.

## La memoria
Sono numerose le iniziative che si sono succedute nel tempo per ricordare Ottavio Ferraretto. Le più significative sono le seguenti:
- A Cherasco il giorno dopo la fucilazione l'albero contro cui fu fucilato fu trovato coperto di fiori.
- Nel primo anniversario della morte a Rapallo, dopo un corteo per le vie della cittadina, il feretro fu tumulato presso il cimitero, alla presenza del sindaco, di rappresentanti dell'Anpi e del suo partito, la Democrazia Cristiana.
- Lo Stato italiano lo riconobbe quale “Caduto civile per la guerra di Liberazione”, in base all'articolo 8 del Decreto Luogotenenziale n. 518 del 21 agosto 1945.
- In occasione del ventennale della Liberazione, il Comitato Provinciale dell'A.N.P.I. di Genova conferì ad Ottavio la tessera ad honorem n. 133840.
- Tra gli anni cinquanta e sessanta gli fu intitolata via Ferraretto a Rapallo. Nella targa della via è qualificato come “caduto per la libertà”.
- Tra gli anni settanta e ottanta la Giunta municipale del Comune di Cherasco deliberò di intitolargli una via del concentrico.
- Il 4 novembre 2007 l'amministrazione comunale di Cherasco inaugurò un cippo presso il luogo dove era avvenuta la fucilazione, in località Santa Lucia. La targa riporta le seguenti parole, estratte dall'ultima lettera ai familiari "...auguro di essere buoni italiani".
- Dal  2018, su iniziativa della famiglia, sono consegnate borse di studio ad alunni degli Istituti Comprensivi sia di Cherasco sia di Rapallo che si siano distinti per le loro virtù civiche.
- Nel 2018 la Scuola Secondaria di I Grado di Pocapaglia ha girato il video "L'uomo venuto dal mare" visionabile su youtube.
- Nel 2019 si tiene la prima edizione del concorso per video girati dalle scuole dal titolo "Le ali della libertà" sui valori della Resistenza, in ricordo di Ottavio Ferraretto (www.centrosteadycam.it/lealidellaliberta'/).

### La vicenda delle indagini sul crimine di guerra
Subito dopo la fine della guerra, molti cittadini, memori dell'assassinio di Ferraretto, si preoccuparono di assicurare alla giustizia i colpevoli.
Il giorno 28 agosto 1945 il CLN di Cherasco segnalò il crimine compiuto dal colonnello Neufeller al Comando Militare di Cuneo per chiederne la cattura. Le indagini cominciarono immediatamente ma il D.J.A.G. di Padova il 28 marzo del 1947 rispose che l'ufficiale tedesco non era tra i prigionieri di guerra. Nel 1960 la Procura Generale Militare "archiviò provvisoriamente" il fascicolo di Ottavio Ferraretto insieme ad altri 964. I fascicoli furono scoperti soltanto nel 1994 durante le indagini del Dottor Intelisano della procura di Roma, che indagava sul Colonnello Erich Priebke per l'eccidio delle Fosse Ardeatine. Il primo articolo che parlava del ritrovamento fu pubblicato su L'Espresso nel 1996, dove per la prima volta il luogo nel quale erano conservati i 965 fascicoli è chiamato "armadio della vergogna". L'indignazione presso l'opinione pubblica fu enorme e la politica rispose con una Commissione d'inchiesta che concluse i propri lavori nel 2006.